# Trifluoruro di iodio
Il trifluoruro di iodio o fluoruro di iodio(III) è il composto binario interalogenico dello iodio trivalente con il fluoro, avente formula IF3. In questo fluoruro lo iodio è nello stato di ossidazione +3. È un solido giallo, stabile solo al di sotto di –28 °C.

## Sintesi
Il composto fu descritto per la prima volta nel 1960 da Schmeisser e Scharf, che lo ottennero per sintesi diretta introducendo fluoro in una soluzione di iodio in CCl3F a –78 °C. Le condizioni di sintesi vanno scelte con cura per evitare la formazione di IF5. Un'altra possibilità è fluorurare lo iodio con difluoruro di xeno:
I2 + 3 XeF2   →   2 IF3 + 3 Xe

## Proprietà e struttura
Il trifluoruro di iodio è una sostanza termodinamicamente molto stabile (ΔHƒ° = -486 kJ/mol), ma cineticamente instabile: sopra a –28 °C, e molto più a temperatura ambiente, tende a disproporzionarsi in iodio elementare (I0) e pentafluoruro di iodio (IV):
5 IF3   →   I2  +  3 IF5.
La struttura cristallina di IF3 è ortorombica, gruppo spaziale Pcmn, con costanti di reticolo a = 465,0 pm, b = 655,5 pm, e c = 875,5 pm, con quattro unità formula per cella elementare. La molecola IF3, avendo l'atomo di iodio centrale 3 legami sigma e due coppie solitarie, assume la forma a T prevista in base alla teoria VSEPR o anche in base all'ibridazione sp3d dell'atomo centrale di iodio. In ogni caso, ne risulta una struttura a bipiramide trigonale distorta in cui le tre posizioni equatoriali sono occupate da un F (Feq) e due coppie solitarie, mentre le due assiali sono occupate da due F (Fax). I due atomi Fax, pressoché opposti, hanno distanze I–F di 198 pm e l'angolo F–I–F è di 160,3° (< 180°), mentre il fluoro equatoriale ha distanza I–F di 187 pm; per confronto, la lunghezza del legame I–F nel fluoruro di iodio(I) (190,97 pm) è intermedia, ma più vicina a quella del legame equatoriale. Come accade quasi invariabilmente, anche qui il legame equatoriale è più corto rispetto a quelli assiali. La molecola ha simmetria molecolare appartenente al gruppo puntuale C2v.
Il trifluoruro di iodio è anche un acido di Lewis e in particolare un accettore di fluoruro, come pure gli analoghi BrF3 e ClF3: reagisce con i fluoruri alcalini formando l'anione complesso IF4− (tetrafluoroiodato(III)), che è planare quadrato, simmetria D4h, con i fluori che occupano i vertici del quadrato di base di un ottaedro e i due doppietti liberi che occupano due vertici liberi opposti dell'ottaedro; ad esempio, con il fluoruro di cesio si ha:
CsF + IF3   →   Cs+[IF4]−
Può anche accettare altri ioni fluoruro formando l'anione esafluoroiodato(III):
3 CsF + IF3   →   [Cs+]3[IF6]3−
Come altri fluoruri di alogeno, IF3 è sensibile all'idrolisi ed è un forte agente fluorurante e ossidante in genere, ma in questo è meno efficace degli altri trifluoruri di alogeno, BrF3 o ClF3.